# Lukas Ullrich
Lukas Ullrich (Berlino, 16 marzo 2004) è un calciatore tedesco, difensore del Borussia M'gladbach.

## Carriera

### Club
Ullrich è cresciuto nel settore giovanile dell'Hertha Berlino ed ha giocato con la seconda squadra in Regionalliga nella stagione 2022-2023. Il 3 maggio 2023 è stato acquistato dal Borussia M'gladbach che lo ha assegnato alla propria seconda squadra. Ha debuttato in Bundesliga il 26 agosto seguente nell'incontro perso 3-0 contro il Bayer Leverkusen.

### Nazionale
Ha giocato nelle nazionali giovanili tedesche Under-17, Under-18, Under-19 ed Under-20.

## Statistiche

### Presenze e reti nei club
Statistiche aggiornate al 20 febbraio 2024.’
| Stagione        | Squadra                | Campionato      | Campionato | Campionato | Coppe nazionali | Coppe nazionali | Coppe nazionali | Coppe continentali | Coppe continentali | Coppe continentali | Altre coppe | Altre coppe | Altre coppe | Totale | Totale | Totale |
| Stagione        | Squadra                | Comp            | Pres       | Reti       | Comp            | Pres            | Reti            | Comp               | Pres               | Reti               | Comp        | Pres        | Reti        | Pres   | Reti   |        |
| --------------- | ---------------------- | --------------- | ---------- | ---------- | --------------- | --------------- | --------------- | ------------------ | ------------------ | ------------------ | ----------- | ----------- | ----------- | ------ | ------ | ------ |
| 2022-2023       | Hertha Berlino II      | RL              | 18         | 2          | -               | -               | -               | -                  | -                  | -                  | -           | -           | -           | 18     | 2      |        |
| 2023-2024       | Borussia M'gladbach II | RL              | 19         | 2          | -               | -               | -               | -                  | -                  | -                  | -           | -           | -           | 19     | 2      |        |
| 2023-2024       | Borussia M'gladbach    | BL              | 4          | 0          | CG              | 0               | 0               | -                  | -                  | -                  | -           | -           | -           | 4      | 0      |        |
| Totale carriera | Totale carriera        | Totale carriera | 41         | 4          |                 | 0               | 0               |                    | -                  | -                  |             | -           | -           | 41     | 4      |        |